# برزوویتسا (ولاسوتینتسه)
برزوویتسا (به صربی: Brezovica) یک روستا در صربستان است که در ولاسوتینتسه واقع شده‌است. برزوویتسا ۱۶۵ نفر جمعیت دارد.